# Hrabiowie Sandwich

## Informacje ogólne
- Dodatkowymi tytułami hrabiego Sandwich są:
  - wicehrabia Hinchingbrooke (od 1660 r.)
  - baron Montagu of St Neots (od 1660 r.)
- Najstarszy syn hrabiego Sandwich nosi tytuł wicehrabiego Hinchingbrooke
- Rodową siedzibą hrabiów Sandwich jest Mapperton w hrabstwie Dorset
- 4. hrabia Montagu wprowadził w Anglii modę na kanapki, od jego imienia kanapka po angielsku nazywa się sandwich

## Lista hrabiów Sandwich

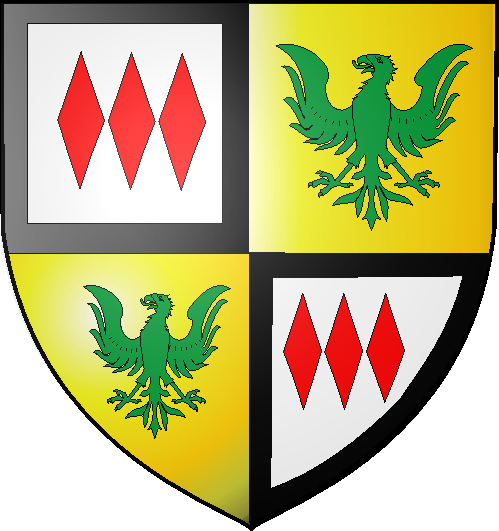
Herb hrabiów Sandwich

Hrabiowie Sandwich 1. kreacji (parostwo Anglii)
- 1660–1672: Edward Montagu, 1. hrabia Sandwich
- 1672–1689: Edward Montagu, 2. hrabia Sandwich
- 1689–1729: Edward Montagu, 3. hrabia Sandwich
- 1729–1792: John Montagu, 4. hrabia Sandwich
- 1792–1814: John Montagu, 5. hrabia Sandwich
- 1814–1818: George Montagu, 6. hrabia Sandwich
- 1818–1884: John William Montagu, 7. hrabia Sandwich
- 1884–1916: Edward George Henry Montagu, 8. hrabia Sandwich
- 1916–1962: George Charles Montagu, 9. hrabia Sandwich
- 1962–1964: Alexander Victor Edward Paulet Montagu, 10. hrabia Sandwich
- 1995 -: John Edward Hollister Montagu, 11. hrabia Sandwich

Następca 11. hrabiego Sandwich: Luke Timothy Charles Montagu, wicherabia Hinchingbrooke